# Il Sole di Tazenda
Il Sole di Tazenda è la prima raccolta ufficiale dei Tazenda, pubblicata nel 1997 dalla BMG Ricordi.

## Il disco
È l'ultimo album pubblicato con Andrea Parodi alla voce prima della sua uscita dalla formazione, avvenuta poco dopo. Prima della sua morte Parodi tornerà a cantare con i Tazenda nell'album Reunion, del 2006.
Oltre alle canzoni che hanno caratterizzato maggiormente la storia dei Tazenda fino ad allora vi sono anche 3 canzoni inedite: Scaldaci Sole, S'istrada 'e sa Luna e Sutt'e su Sole.

## Tracce
1. Scaldaci Sole
2. Spunta la Luna dal monte (Disamparados)
3. Rios de alenos
4. Carrasecare
5. Preghiera semplice/Deus ti salvet Maria
6. No potho reposare
7. Mamoiada
8. S'istrada 'e sa Luna
9. Sutt'e su Sole
10. Non la giamedas Maria
11. Pitzinnos in sa gherra
12. Frore in su nie
13. Il popolo rock
14. Sa dansa
15. Le danze del XX secolo
16. Naneddu

## Formazione
Tazenda
- Andrea Parodi – voce
- Gigi Camedda – tastiera, voce secondaria
- Gino Marielli – chitarra, voce secondaria

Altri musicisti
- Pierangelo Bertoli - voce in Spunta la Luna dal monte
- Maria Carta – voce in Sa dansa
- Claudio Golinelli – basso
- Paolo Costa – basso
- Lele Melotti – batteria, percussioni
- Elio Rivagli – batteria, percussioni
- Steve Smith – batteria, percussioni
- Maurizio Lotito – cembalo, tamburello